# Almalyk
Almalyk (en ouzbek : Olmaliq, en russe : Алмалык) est une ville de la province de Tachkent, en Ouzbékistan. Elle est située à 57 km au sud-est de Tachkent, la capitale. Sa population était estimée à 138 000 habitants en 2004.

## Histoire
Almalyk est une ville-usine développée à l'époque soviétique, dans les années 1930, pour exploiter les réserves locales de cuivre, de plomb, de zinc, d'or, d'argent et de baryte. Elle a le statut de ville depuis 1951. Almalyk compte d'énormes ensembles industriels, qui sont exploités aujourd'hui par la société Almalyk MMC, l'une des plus grandes entreprises minières et métallurgiques d'Ouzbékistan.
Les opérations de fonderie des métaux non ferreux ont sérieusement contaminé Almalyk. L'air contient de fortes concentrations de vapeurs d'acide sulfurique et le sol est imprégné de déchets toxiques. Le gouvernement ouzbek a résisté aux appels à fermer l'usine, faisant valoir que l'économie du pays ne pouvait se permettre une telle perte. Le complexe industriel emploie en effet quelque 25 000 habitants de la ville et représente une part importante de l'économie de la région. Cependant, en janvier 2005, le gouvernement a annoncé des projets de nettoyer la région, avec une date, 2010.